# Neilshill House
Neilshill House ist eine Villa in der schottischen Ortschaft Mossblown in der Council Area South Ayrshire. 1987 wurde das Bauwerk in die schottischen Denkmallisten in der höchsten Denkmalkategorie A aufgenommen.

## Beschreibung

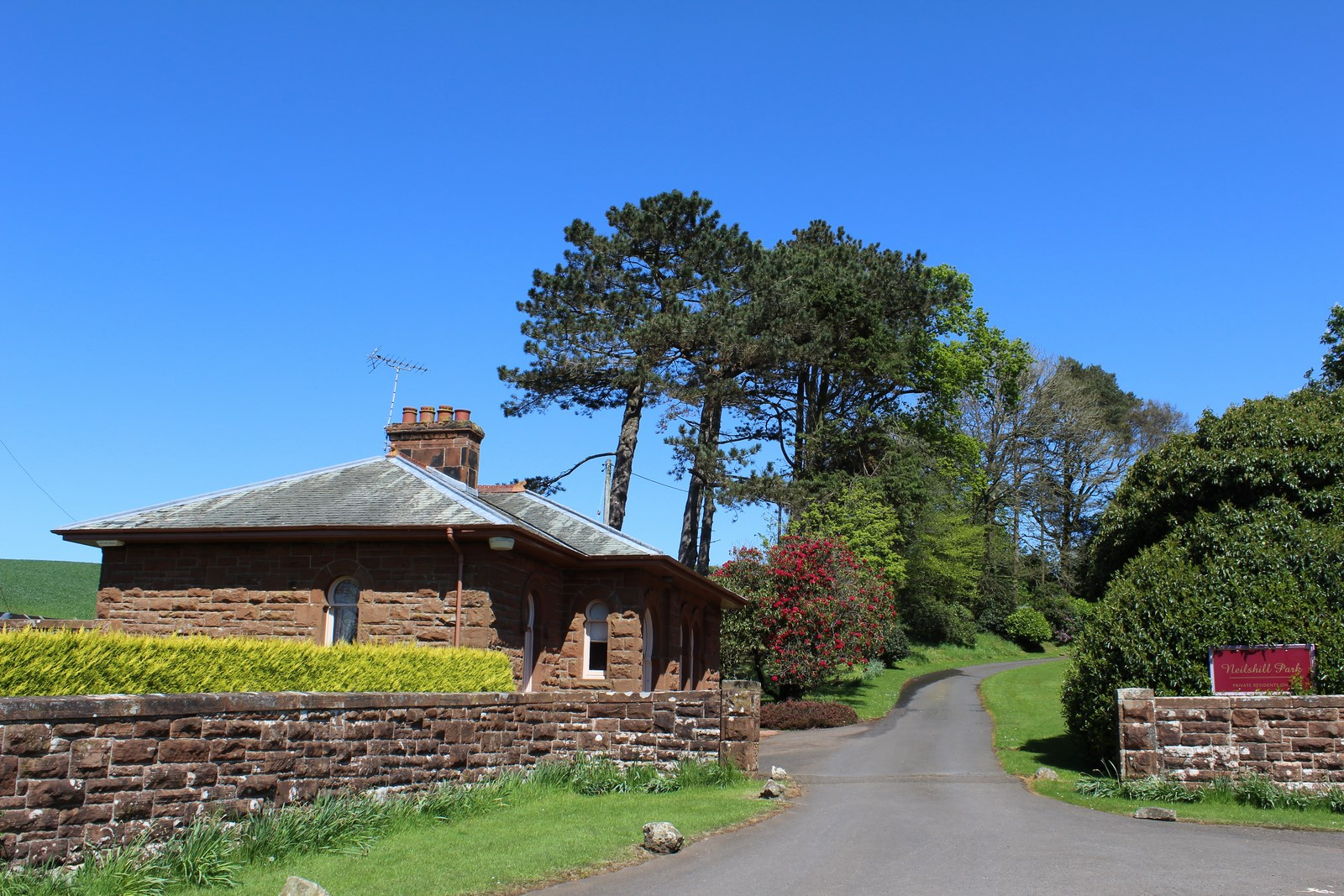
Pforte von Neilshill House

Das Gebäude liegt inmitten der Feriensiedlung Neilshill Park rund einen Kilometer nördlich von Mossblown. Die um 1880 erbaute, zweigeschossige Villa ist im Italianate-Stil mit bossierten roten Quadersteinen gestaltet. An der Westseite überragt ein Gebäudeteil mit rechteckigem Grundriss, der einen Campanile symbolisieren soll, das restliche Gebäude um ein Stockwerk. Der um 1930 hinzugefügte Nordflügel ist dem Originalgebäude stilistisch angepasst. Pilaster flankieren den leicht zurücktretenden Eingangsbereich an der Ostseite. Er ist im maurischen Stil mit hohem Bogen gestaltet, mit welchem auch die Fensteröffnungen schließen. Die schiefergedeckten Walmdächer unterscheiden sich bezüglich der Traufhöhen und verstärken die Asymmetrie der Villa.
Der Innenraum ist weitgehend im Originalzustand erhalten. Er übernimmt den maurischen Stil mit aufwändigen Deckenverzierungen, Bodenmosaiken, Säulen und einem Zierbrunnen. Einige Fenster sind mit Bleiglas gestaltet.